# Eutettix hibernus
Eutettix hibernus är en insektsart som beskrevs av Hepner 1942. Eutettix hibernus ingår i släktet Eutettix och familjen dvärgstritar. Inga underarter finns listade i Catalogue of Life.